# Dragomirești-Deal, Ilfov
Dragomirești-Deal este un sat în comuna Dragomirești-Vale din județul Ilfov, Muntenia, România.

## Istorie
Vladislav, voievodul Țării Românești, amintește de localitatea Dragomirești "din Dâmbovița", într-un hrisov scris în limba slavonă, întocmit în Târgoviște, pe data de 29 aprilie 1453.
Într-o hartă mai veche a județului Ilfov, localitatea apare numită tot "Dragomirești de la Dâmbovița".